# Aliki dans la marine
Pour plus de détails, voir Fiche technique et Distribution.
Aliki dans la marine (Η Αλίκη στο ναυτικό (I Aliki sto naftiko)) est un film grec réalisé par Alékos Sakellários et sorti en 1961.
Le titre du film reprend le prénom de l'actrice Alíki Vouyoukláki, vedette des comédies grecques, qui tient ici la tête d'affiche avec Dimitris Papamichail.
Volontairement candide et joyeux à l'excès, ce film est l'un des plus populaires des années 1960 dans la culture grecque moderne. De nombreux dialogues du film sont connus par cœur par certains amateurs du film.

## Synopsis
En vacances sur l'île de Poros, Aliki (Alíki Vouyoukláki) et Kostas (Dimitris Papamichail) tombent amoureux l'un de l'autre à la suite d'une rencontre joyeuse et comique sur un bateau. Au terme des vacances, les deux jeunes gens se donnent rendez-vous un week-end sous l'horloge du village central.
Kostas ne peut néanmoins pas se rendre au rendez-vous, car il est cadet (élève officier) dans la marine, et se voit refuser sa permission par l'amiral commandant de l'école navale (Lámbros Konstandáras). Par une transition narrative, le spectateur comprend que l'amiral commandant est aussi le père d'Aliki, qui se voit elle aussi refuser sa sortie pour le week-end. Les deux amoureux envoient donc un ami au rendez-vous pour s'excuser mutuellement de leur absence. Les deux « remplaçants » se voient sous l'horloge, mais ne correspondent ni l'un ni l'autre à la description physique prévue : ils repartent donc bredouilles l'un comme l'autre après une séquence comique.
Néanmoins, Aliki et Kostas se recroisent par hasard au bal annuel de l'école navale et dansent ensemble tout en jurant de ne plus se rater. L'ami de Kostas le prévient néanmoins en catastrophe qu'Aliki est la fille de l'amiral et que ce dernier ne doit pas les voir ensemble.
Aliki essaie de revoir Kostas en entrant sur le campus de l'école navale, mais le jeune homme préfère se cacher pour ne pas être vu avec Aliki par son supérieur. L'ensemble des élèves officiers doit peu après partir en mer pour une formation de plusieurs jours. Aliki décide de trouver une solution pour monter elle aussi à bord du destroyer « Aetos » pour rester proche de son amoureux. Son plan réussit, et Aliki se retrouve cachée dans un canot de sauvetage sans que personne le sache.
Aliki attend d’entendre la voix de Kostas et de son ami à côté d'elle pour se montrer. Kostas, toujours très amoureux, est à la fois surpris et ravi. L'information se répand rapidement, et l'ensemble des élèves décident de s'organiser pour aider Aliki et Kostas en cachant Aliki dans la cabine commune après l'avoir laissée s'habiller en élève officier.
La présence de la jeune fille à bord devient source de nombreuses situations comiques dans un esprit candide. Pour éviter que l'amiral reconnaisse sa fille, un élève lui vole ses lunettes sans lesquelles son supérieur ne peut rien distinguer. Néanmoins, l'amiral ne tarde pas à se douter de la présence d'Aliki, après avoir entendu une voix féminine chanter à tue-tête dans la cabine des élèves, puis en retrouvant la robe de sa fille dans le canot de sauvetage. La robe d'Aliki ayant été récupérée par son père, Kostas et son ami profitent d'une escale pour lui en acheter une autre. Les deux jeunes hommes sont repérés par deux officiers, qui les font convoquer, ainsi qu'Aliki, dans le bureau de l'amiral. Après une nouvelle séquence comique, l'amiral gronde sa fille sans grande méchanceté. Cette séquence est immédiatement suivie par un jeu de mots qui amène à l'image du mariage d'Aliki et Kostas en même temps que défile le générique de fin.

## Fiche technique
- Titre : Aliki dans la marine
- Titre original : grec moderne : Η Αλίκη στο ναυτικό (I Aliki sto naftiko)
- Réalisation : Alékos Sakellários
- Scénario : Alékos Sakellários
- Société de production : Finos Film
- Directeur de la photographie : Walter Lassaly, Nikos Dimopoulos
- Montage : Petros Lykas
- Direction artistique : Markos Zervas
- Musique : Mános Hadjidákis
- Pays d'origine : Grèce
- Genre : comédie (musicale)
- Format  : 35 mm couleur
- Durée : 86 minutes
- Date de sortie : 1961

## Distribution
- Alíki Vouyoukláki
- Dimitris Papamichail
- Lámbros Konstandáras
- Giannis Malouchos
- Giannis Gionakis (en)
- Kaiti Lampropoulou (el)
- Despo Diamantidou
- Georgía Vassiliádou
- Kóstas Voutsás